# Monte Rosa

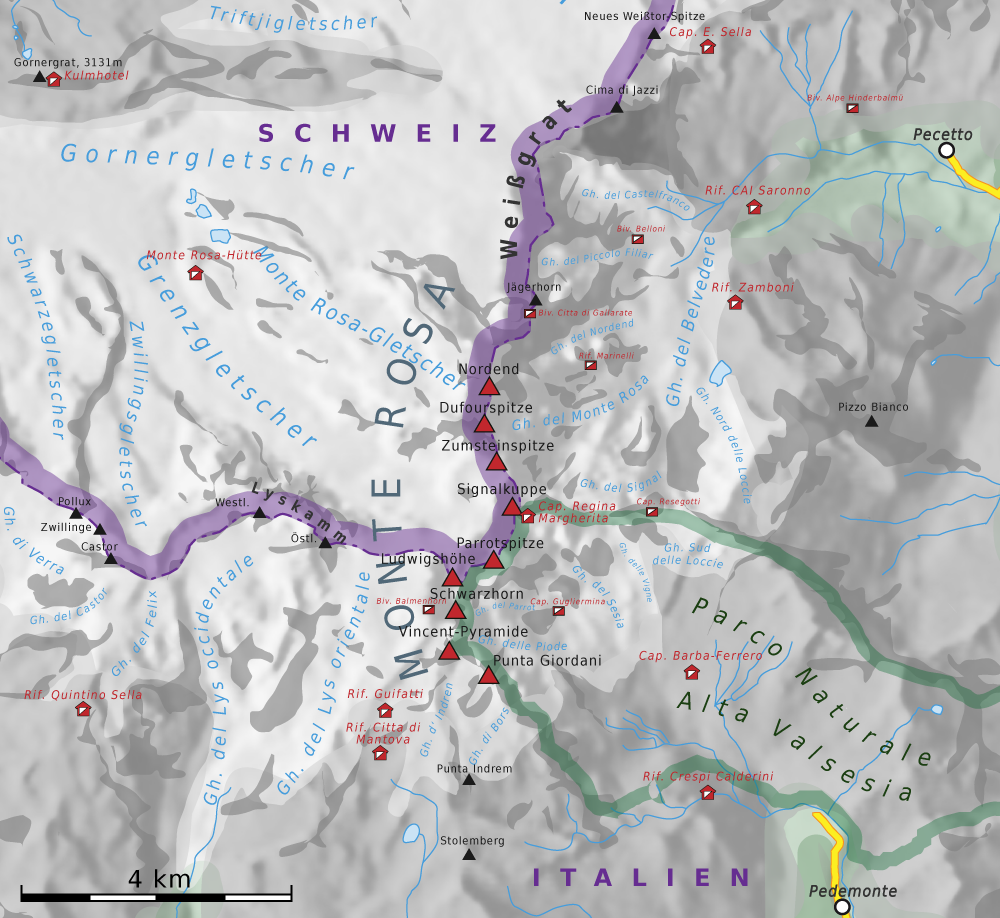
Monte Rosa-massief

De Monte Rosa (4634 meter) is een bergmassief in de Walliser en de Penninische Alpen. Het massief vormt de grens tussen Zwitserland en Italië. De noordflank ligt in Wallis (Zwitserland). De zuidelijke en oostelijke hellingen liggen in de Italiaanse regio's Aostadal en Piëmont. Het Monte Rosa-massief is na het Mont Blanc-massief de hoogste berggroep van de Alpen.
In het Arpitaanse dialect van het Aostadal betekent Rosa "gletsjer". De naam Monte Rosa heeft dan ook niets te maken met de gelijknamige kleur, maar betekent "Gletsjerberg". In een groot deel van Noord-Italië - bij goed weer zelfs vanuit de Golf van Genua - zijn de witte toppen van de Monte Rosa vaak zichtbaar. Vanuit Zwitserland is het massief alleen goed te zien vanaf hoge bergen en vanaf de hellingen boven Zermatt.
Het Monte Rosa-massief is vanuit Alagna en Gressoney (lift) goed bereikbaar. De hooggelegen Gnifetti- en Mantovahut worden veel gebruikt als onderkomen aan de zuidzijde. Klimmers vanuit Zermatt en het Gornergratbahnstation Rotenboden benutten de Monte Rosa-hut, die bijna twee kilometer lager ligt dan de hoogste toppen. Macugnaga is het uitgangspunt voor beklimmingen van de 2500 meter hoge Monte Rosa-oostwand.
Boven op de Signalkuppe / Punta Gnifetti, een van de hoogste toppen van het Monte Rosa-massief, ligt de hoogste “berghut” van Europa: de Margheritahut.

## Toppen
Tot het Monte Rosa-massief behoren (afhankelijk van de manier van tellen ) 10 toppen:
- Dufourspitze (4634 m) - Ostspitze (4632 m) - Grenzgipfel (4618 m)
- Nordend (4609 m)
- Zumsteinspitze (4563 m)
- Signalkuppe of Punta Gnifetti (4556 m)
- Parrotspitze (4432 m)
- Ludwigshöhe (4341 m)
- Schwarzhorn of Corno Nero (4321 m)
- Piramide Vincent (4215 m)
- Balmenhorn (4167 m)
- Punta Giordani (4046 m)

De hoogste Monte Rosa-top, de Dufourspitze, ligt op Zwitsers grondgebied en is daarmee het hoogste punt van Zwitserland. Omdat het Monte Rosa-massief niet volledig op Zwitsers grondgebied ligt, is de Dom (4545 m) de hoogste geheel Zwitserse berg. De Grenzgipfel (4618 m) is de hoogste Monte Rosa-top op Italiaans grondgebied.
Eeuwenlang heette de hoogste Monte Rosa-top in Zwitserland "Gornerhorn" en in de (Duitstalige) Italiaanse dalen "Höchste Spitze". Pas door cartografisch werk in de 19e eeuw werd duidelijk dat de twee namen betrekking hadden op dezelfde berg. In 1863 werd de hoogste bergtop door de Zwitserse bondsraad vernoemd naar de generaal en cartograaf Guillaume-Henri Dufour.
Vaak kregen Monte-Rosa-passen en -toppen in de loop van de eeuwen Duitse namen van de Walserdeutsche bewoners van de omringende dalen. De hoogste toppen, van Breithorn tot Nordend, werden echter eenvoudigweg "Monte Rosa" genoemd. Daarom konden ze in de loop van de 19e eeuw naar enkele eerstbeklimmers (Pietro Giordani, Johann Niklaus Vincent en Ludwig von Welden), een bijna-eerstbeklimmer (Joseph Zumstein) en enkele wetenschappers (Parrot en Dufour) vernoemd worden. Later kregen enkele toppen ook Italiaanse namen.

## Geologie
De Monte Rosa bestaat uit gesteentes van de Monte Rosa-nappe (= dekblad), dit zijn gemetamorfoseerde granieten en gneisen. De gesteentes zijn afkomstig uit de onderste delen van de aardkorst van het Briançonnais microcontinent. Tijdens de vorming van de Alpen, toen de Italiaanse tektonische plaat tegen het Europese dekblad botste, zijn deze gesteentes eerst diep gesubduceerd en vervolgens weer omhoog gekomen.

## Geschiedenis
In de late Middeleeuwen trokken groepen Walser vanuit het Rhônedal onder andere naar de Italiaanse dalen aan de zuidzijde van het Monte Rosa-massief. Ze spraken hun eigen dialect, het Walserdeutsch.
Achter de ontoegankelijke hoogten van de Monte Rosa lag een "Verloren Dal", vertelde men elkaar. Ingesloten door gletsjers zou er een vruchtbaar en groen paradijs te vinden zijn. In 1778 trotseerden zeven dappere mannen uit Gressoney de sneeuw, het ijs, de diepe spleten, de kou en de hoogte en bereikten via de Lisgletsjer een rotseiland in de bergrug tussen Lyskamm en Ludwigshöhe, dat ze Entdeckungsfels (4178 m) noemden. In de verte, achter de grote ijsstromen van de Monte Rosa- en Grenzgletsjer, zagen ze een groen dal. In de twee volgende jaren probeerden ze vergeefs hun legendarische paradijs te bereiken. De ijsafgronden bleken te hoog en te steil voor hun bijlen, stokken, touwen en ladders. De groepsleden raakten bovendien verdeeld over wat ze zagen: het paradijselijke dal van hun legende of een al bekend Zwitsers bergdal.
De Monte Rosa-toppen werden eerst bestegen vanuit Gressoney en Alagna (Italië)
- In 1801 beklom Pietro Giordani de naar hem genoemde Punta Giordani.
- Johann Niklaus Vincent bereikte op 5 augustus 1819 samen met twee van zijn mijnwerkers en een gemsjager de top van de Piramide Vincent.
- Bijna een jaar later trok hij er samen met zijn broer Joseph Vincent, Joseph Zumstein, Molinatti, Castel en enkele dragers op uit om de hoogste Monte Rosa-top te beklimmen en definitief vast te stellen of er een "Verloren Dal" aan de andere kant van de Monte Rosa lag. Dat dal bleek gewoon het Mattertal te zijn. Op 1 augustus 1820, toen ze op de top van de Zumsteinspitze stonden, ontdekten ze dat er nóg hogere Monte Rosa-toppen waren. De "Höchste Spitze" beschouwden ze als onbeklimbaar.
- De topograaf Ludwig von Welden, die de eerste bruikbare landkaart van de Monte Rosa tekende en veel namen vastlegde, beklom als eerste het topje van de Ludwigshöhe op 25 augustus 1822.
- Giovanni Gnifetti, Giuseppe Farinetti, Cristoforo Ferraris, Cristoforo Grober, de gebroeders Giovanni, Giacobbe Giordani en twee dragers stonden op 9 augustus 1842 op de Signalkuppe / Punta Gnifetti.

Vanaf 1847 werden ook vanuit Zermatt (Zwitserland) pogingen ondernomen Monte Rosa-toppen te beklimmen
- Op 13 augustus 1847 lukte het de Fransen en Zwitsers Edouard Ordinaire, Victor Puiseux, Johannes Brantschen, Joseph Moser en de gebroeders Johann Josef en Matthias zum Taugwald via de Monte Rosagletscher op het Silbersattel (4515 m) te komen, op de noordgraat tussen Nordend en Grenzgipfel.
- Een jaar later, op 12 augustus 1848, slaagden Johannes Madutz en Matthias zum Taugwald er in door te klimmen naar de top van de Grenzgipfel (4596 m), de oostelijke top van de "Gornerhorn" / "Höchste Spitze". De topgraat is een smalle, nog geen 200 meter lange graat met enkele toppen die vrijwel even hoog reiken. De Grenzgipfel (4618 m), op de grens van Zwitserland en Italië, is slechts enkele meters lager dan de andere topjes. De overgang van de Grenzgipfel over de smalle, verijsde topgraat naar de iets hogere andere toppen vonden de beide Zwitsers te gevaarlijk.
- Een Engelse klimgroep met onder anderen de drie gebroeders Edmund, James G. en Christopher Smyth bereikte op 1 september 1854 het middelste topje (Ostspitze, 4632 m) van de "Allerhoogste", waarvan ze meenden dat het het hoogste punt was. De enkele meters hogere "Westspitze" beklommen ze daarom niet.
- De eerste echte topbeklimming van de 4634 meter hoge Gornerhorn / Höchste Spitze / Dufourspitze vond plaats op 1 augustus 1855. De Zwitserse gidsen Ulrich Lauener en de gebroeders Matthias en Johann zum Taugwald, beklommen samen met de gebroeders James G. en Christopher Smyth, John Birkbeck, Charles Hudson en Edward J. Stevenson via de westgraat de "Westspitze", de hoogste top van de berg. Ze stapelden er een steenmannetje als bewijs.
- Op de Nordendtop stonden op 26 augustus 1861 voor het eerst klimmers: de broers T.F. en Edward N. Buxton, Michel-Clément Payot, John Jeremy Cowell en Binder.
- Op 16 augustus 1863 bestegen Melchior Anderegg, Peter Perren, Florence Crauford Grove, William Edward Hall, Reginald S. Macdonald, en Montagu Woodmass de Parrotspitze.

In 1872 werden ook vanuit Macugnaga Monte Rosa-toppen beklommen
- De Monte Rosa-oostwand is de langste en hoogste ijswand -tot 55°- van de Alpen. De klassieke route door de steile en gevaarlijke oostwand naar de Grenzgipfel werd op 23 juli 1872 voor het eerst succesvol beklommen door de Zwitser Ferdinand Imseng, de Oostenrijker Gabriel Spechtenhauser, de Italiaan Giovanni Oberto en de Engelsen Charles Taylor en Richard en William Pendlebury. Via de Jägerrücken, het later zo genoemde Marinelli-Couloir en de Imsengrücken, bereikten ze in twee dagen de top van de Grenzgipfel. Over de topgraat klommen ze door naar de Ostspitze en de Dufourspitze en daalden daarna over de westgraat de berg af. Dit was de eerste complete overschrijding van de Dufourspitze.

Omdat het geen imponerende bergtoppen waren werden de andere topjes relatief laat bestegen
- Op 18 augustus 1873 stonden onder anderen Albert von Rotschild, Marchese Marco Maglioni, de broers Peter en Niklaus Knubel en Ed. Cupelin op het hoogste punt van de Schwarzhorn / Corno Nero.
- De Balmenhorn, een rotstopje in de graat tussen Ludwigshöhe en Piramide Vincent, werd op 6 augustus 1875 bestegen door Andrea Pedretti, Giovanni Mariotti, Welf, Zaccaria en Vicaire. Sinds 4 september 1955 staat het door de Italiaanse kunstenaar Alfredo Bai ontworpen bronzen standbeeld "Christo delle Vette" op de rots.
- In 1881 doodde een ijslawine op de Imsengrücken van de Monte Rosa-oostwand Damiano Marinelli, Ferdinand Imseng en Battista Pedranzi.
- In 1893 plaatste de Italiaanse Alpen Club CAI de Capanna Regina Margherita, de hoogste Europese berghut, op de top van de Signalkuppe / Punta Gnifetti.
- Op 20 juli 1969 daalden de Oostenrijkers Kurt Lapuch en Manfred Oberegger de wand tussen Zumsteinspitze en Rifugio Marinelli per ski af in twee uur.

Het "reine" water van het merk Lauretana (bruiswater) wordt nog steeds gehaald uit de gesmolten sneeuw die van de Monte Rosa naar beneden sijpelt.